# Callobius
Callobius là một chi nhện trong họ Amaurobiidae.